# Robert P. Griffin

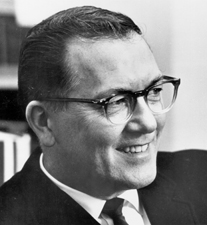
Robert Paul Griffin

Robert Paul Griffin (* 6. November 1923 in Detroit, Michigan; † 16. April 2015 in Traverse City, Michigan) war ein US-amerikanischer Jurist und Politiker (Republikanische Partei), der den Bundesstaat Michigan in beiden Kammern des Kongresses vertrat.

## Leben
Nach dem Schulbesuch in Garden City und Dearborn arbeitete Griffin zunächst in der Autoindustrie am Fließband, bevor er ein Studium am Central Michigan College aufnahm. Während des Zweiten Weltkrieges wurde er als Angehöriger einer Infanteriedivision in Europa eingesetzt. Nach der Rückkehr nahm er das unterbrochene Studium wieder auf und graduierte 1947 an der Central Michigan University in Mount Pleasant. An der Law School der University of Michigan legte er 1950 sein Jura-Examen ab und wurde in die Anwaltskammer aufgenommen. Er begann als Jurist in Traverse City zu praktizieren, wo er im April 2015 im Alter von 91 Jahren starb.

## Politik
1956 wurde Robert Griffin für die Republikanische Partei ins US-Repräsentantenhaus gewählt; er vertrat dort den 9. Distrikt des Staates Michigan. Gemeinsam mit dem Abgeordneten Phillip M. Landrum verfasste er den Labor-Management Reporting and Disclosure Act von 1959, der interne Angelegenheiten der Gewerkschaften strengen Kontrollen unterwarf und auch als Landrum-Griffin Act bekannt wurde. Das Gesetz entstand in der Folge der aufsehenerregenden Anhörungen des United States Senate Select Committee on Improper Activities in Labor and Management, das sich nicht zuletzt mit den Verbindungen der International Brotherhood of Teamsters unter Jimmy Hoffa zum organisierten Verbrechen beschäftigte.
Innerhalb der Republikanischen Partei gehörte Griffin zu den Unterstützern Gerald Fords. Nach mehrmaliger Wiederwahl legte Griffin sein Mandat im Mai 1966 nieder, um die Nachfolge des verstorbenen Senators Patrick V. McNamara anzutreten. Im November desselben Jahres setzte sich Griffin bei den Senatswahlen in Michigan gegenüber dem demokratischen Kandidaten G. Mennen Williams durch; unterstützt wurde er dabei von einer Rockband aus Detroit, die als Wahlwerbung den Titel “Youth and Experience” (Jugend und Erfahrung) auf einer Flexidisc herausbrachte.
1972 erfolgte die Wiederwahl, ehe er am 2. Januar 1979 aus seinem Amt ausschied, nachdem er dem Demokraten Carl Levin unterlegen war.
Im Senat organisierte Griffin 1968 den Filibuster gegen die Ernennung von Abe Fortas zum obersten Verfassungsrichter. Von 1969 bis 1977 fungierte er als Whip der republikanischen Fraktion. Während der Watergate-Affäre forderte er 1974 Präsident Richard Nixon in einem öffentlich gemachten Brief zum Rücktritt auf. 1976 kandidierte er als Sprecher der Minderheitsfraktion im Senat, unterlag aber Howard H. Baker Jr.

## Richteramt
Griffin praktizierte zunächst wieder als Anwalt in Traverse City. Von 1987 bis 1994 war er Richter am Michigan Supreme Court. Auch sein Sohn Richard schlug eine juristische Laufbahn ein und gehört seit 2005 dem Bundesberufungsgericht für den sechsten Gerichtsbezirk an.